# Мелкое (озеро, Архангельская область)
Мелкое — озеро на востоке полуострова Холмистый острова Греэм-Белл архипелага Земля Франца-Иосифа. Приморский район Архангельской области России.
Является самым крупным озером острова, его площадь — 2,9 км². Площадь водосбора — 57,6 км².
В озеро впадает одна крупная река и три ручья. Соединено протокой с морем. Дно и берега сложены песчаником.
КОд по Государственному водному реестру — 03030010211103000028915.